# Univerzitní knihovna (Budapešť)
Univerzitní knihovna (maďarsky Egyetemi könyvtár) je nástupkyní Bibliotheca Universitatis, která byla založena Jezuity v roce 1561 v Trnavě. Až do výstavby Národní Széchenyiho knihovny měla roli národní knihovny.
Současná budova, která se nachází na náměstí Ferenciek, byla postavena v roce 1876 podle plánu Antala Szkalnitzkyho.

## Galerie

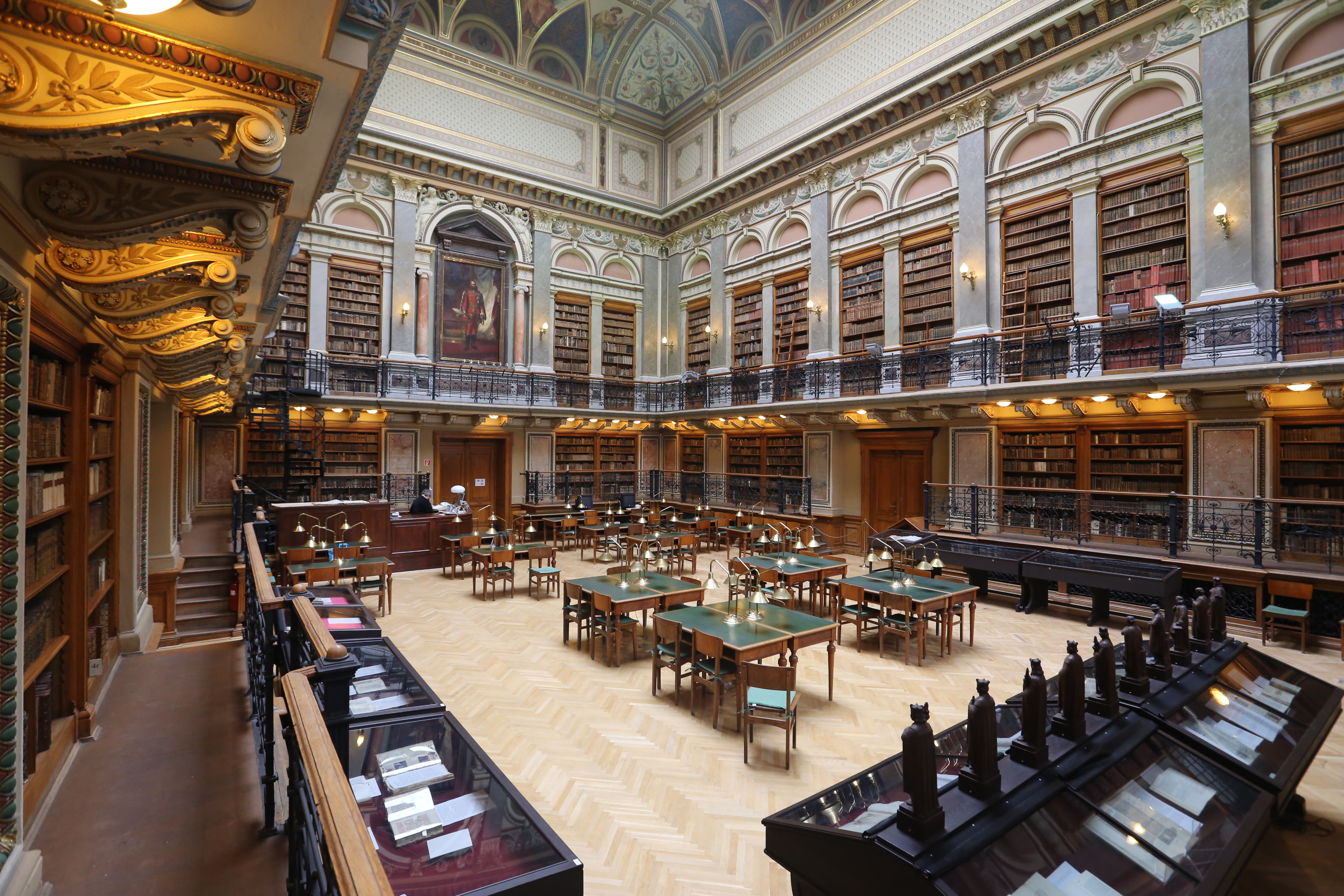
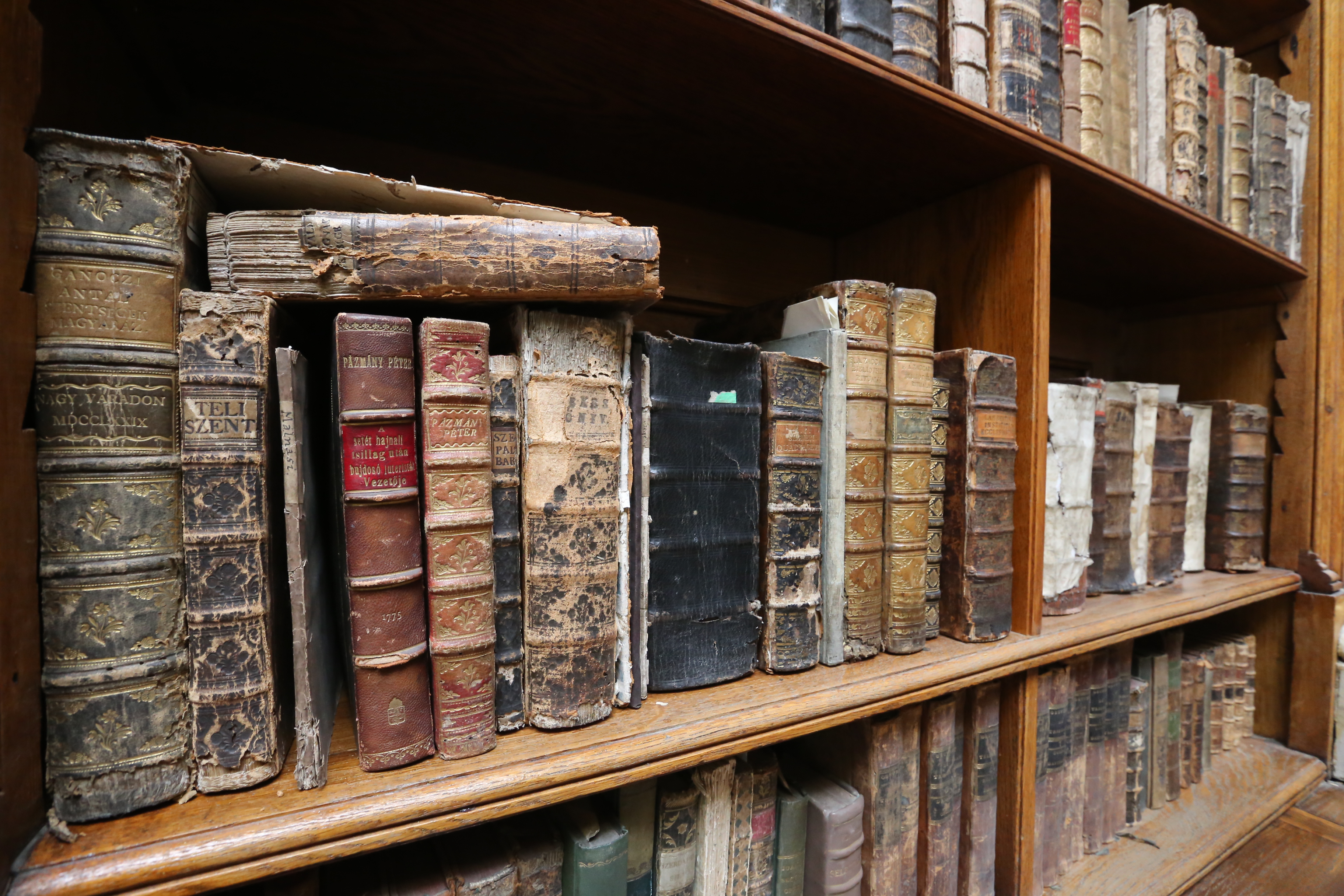
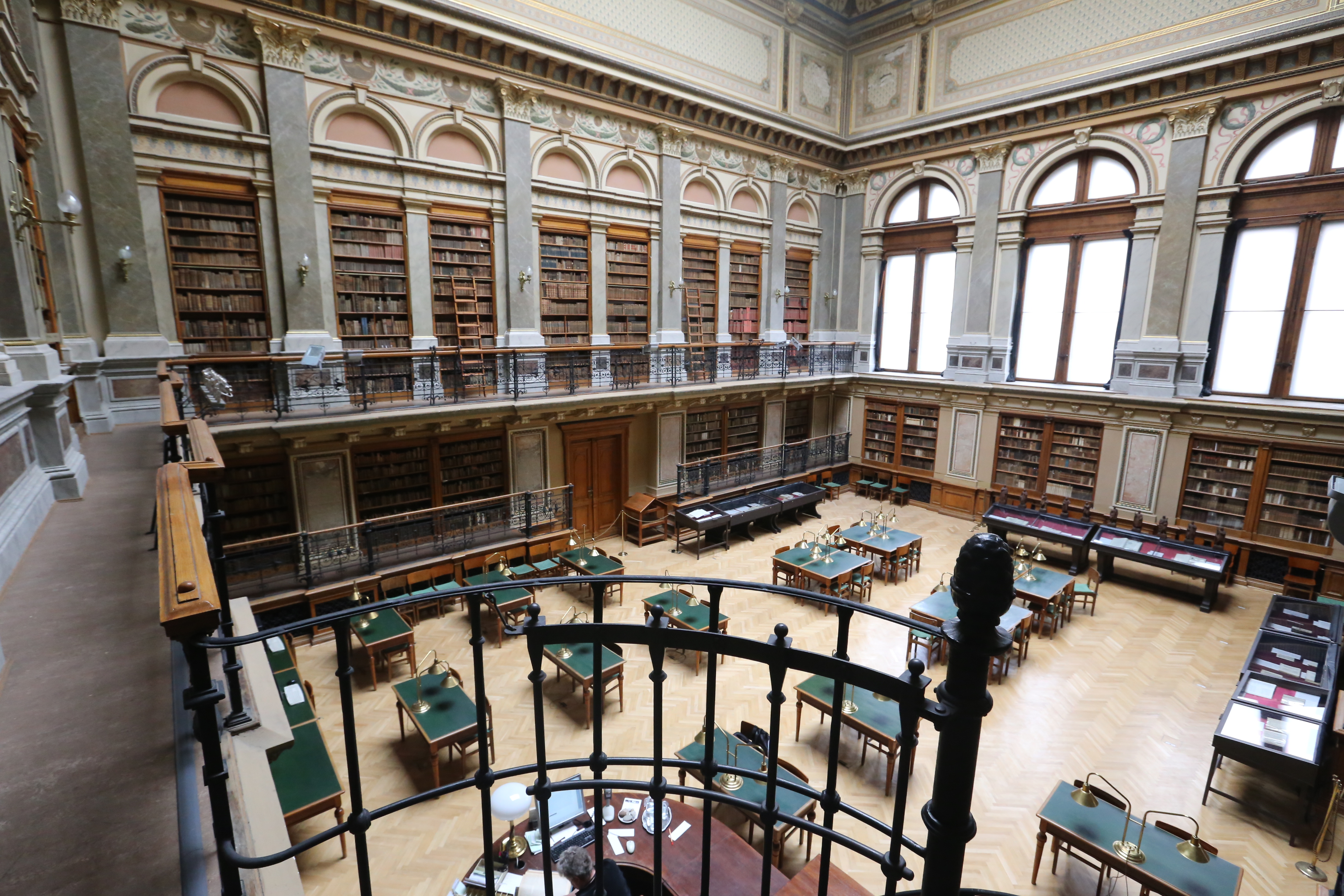
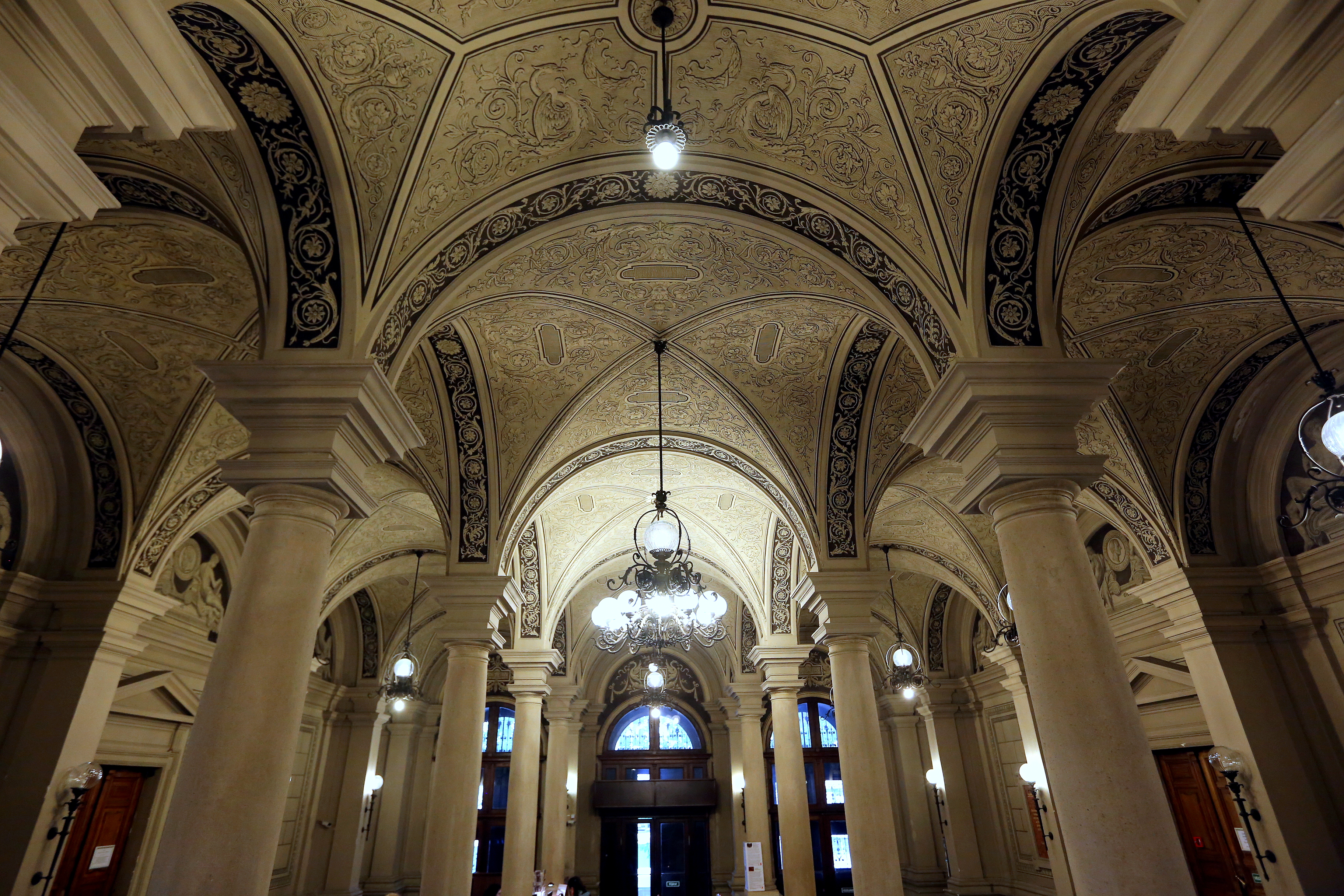